# Lewis Howard Latimer
Pour les articles homonymes, voir Latimer.
Lewis Howard Latimer, né le 4 septembre 1848 à Chelsea dans le Massachusetts et mort le 11 décembre 1928 à Flushing dans le Queens (New York), est un inventeur et ingénieur afro-américain connu pour ses nombreuses contributions technologiques comme l'amélioration du processus de fabrication de la lampe à incandescence et le perfectionnement de leur filament de carbone.

## Biographie

### Jeunesse et formation

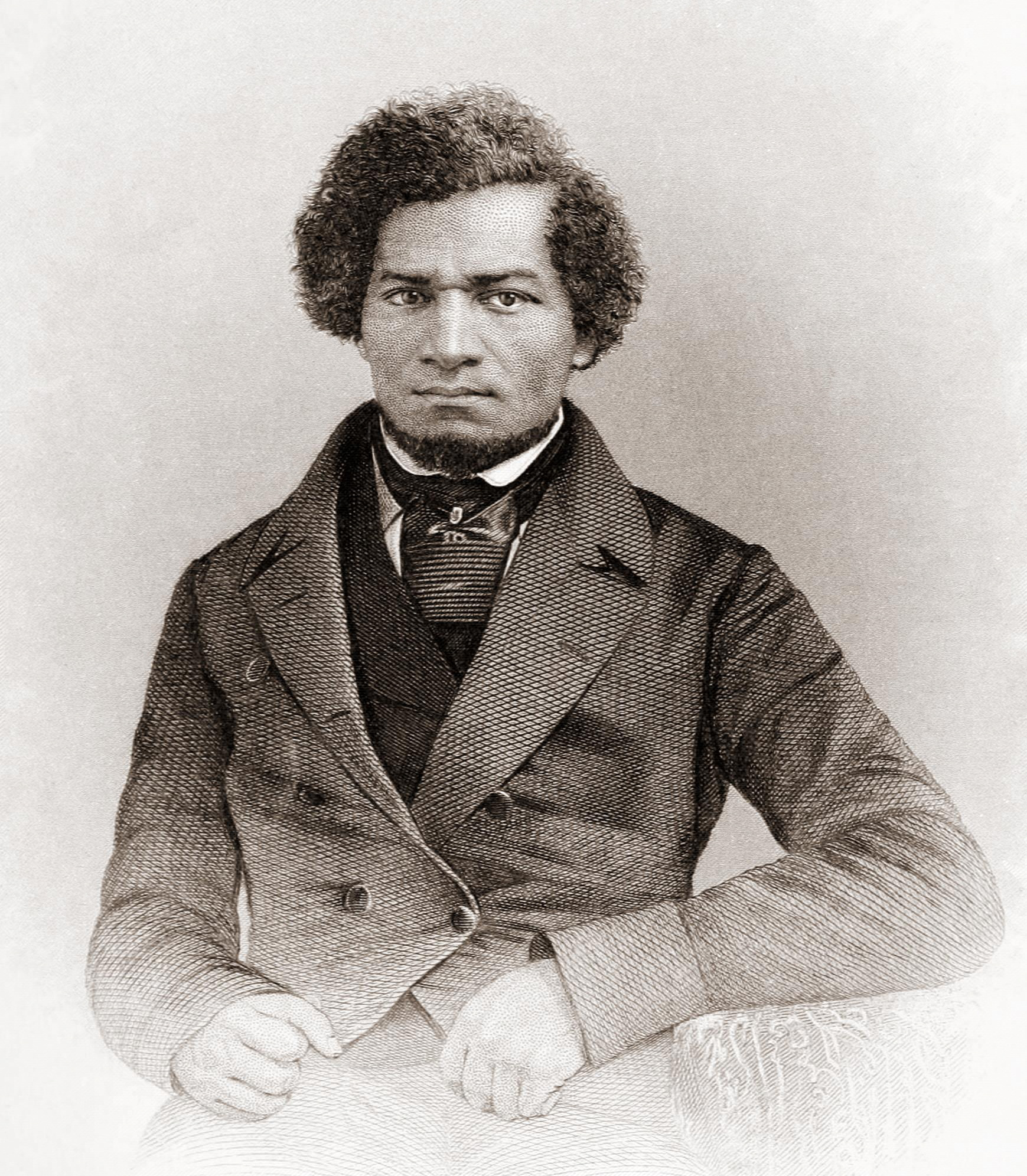
Lithographie représentant Frederick Douglass

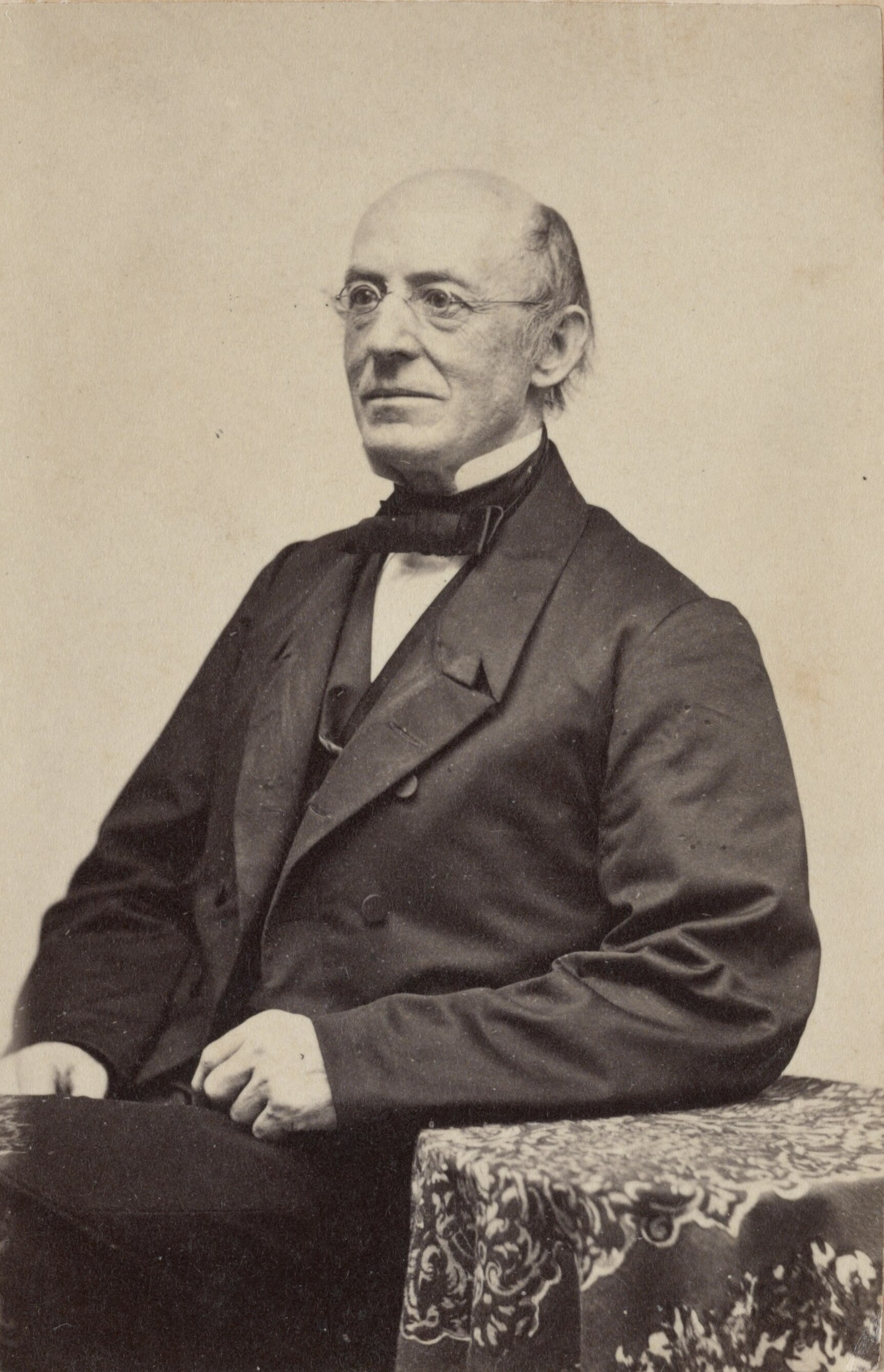
Photographie de William Lloyd Garrison.

Lewis H. Latimer, né le 4 septembre 1848 à Chelsea, dans le Massachusetts, est le cadet des quatre enfants de George et Rebecca Latimer. George Latimer travaille comme esclave pour divers propriétaires en Virginie jusqu'à la fin de 1842, quelques mois après avoir épousé Rebecca Smith. Le jeune couple décide de fuir vers les États abolitionnistes au nord de la ligne Mason-Dixon pour sortir de l'esclavage et assurer à leurs enfants de meilleures conditions de vie. Le couple est arrêté à Boston sur demande de leur propriétaire James Gray. Après un procès houleux, il est décidé que George Latimer soit rendu à son maître, mais des abolitionnistes animés par Frederick Douglass et William Lloyd Garrison, se proposent d'acheter sa liberté. James Gray accepte le rachat pour un montant de 400$, . Le couple est affranchi en 1848. À la suite des passions soulevées autour du procès Latimer, l’État du Massachusetts promulgue une loi interdisant la poursuite d’esclaves fugitifs.
George Latimer travaille comme coiffeur / barbier et tapissier. Lewis suit les cours de l'école primaire jusqu'à l'âge de 10 ans à la Phillips Grammar School de Chelsea. Il aide son père dans son activité de tapissier, puis il devient employé de bureau dans le cabinet de l'avocat Issac Hull Wright. 
Le 16 septembre 1863, lors de la Guerre de Sécession, trichant sur son âge, il s'engage dans la marine. Il est matelot sur l'USS Massasoit (1863) (en), .

### Carrière professionnelle
Démobilisé à la fin de la guerre en 1865, il retourne à Boston où, après divers emplois, il est embauché en 1868 par le cabinet Grosby & Gould, spécialisé dans le droit des brevets, et suit des cours de dessinateur industriel. Son talent de dessinateur, indispensable pour la rédaction des brevets, lui fait obtenir une promotion au sein de Grosby & Gould; il devient chef de service des dessins industriels, passant d'un salaire de 3$ par semaine à 20$ par semaine.
Le 10 février 1874, il dépose son premier brevet concernant l'installation d'un clapet mobile au bout de la conduite d'évacuation des toilettes des wagons pour passagers des chemins de fer.
La même année, l'inventeur Alexander Graham Bell contacte le cabinet Grosby & Gould pour qu'il puisse l'aider dans la finalisation de l'écriture de son brevet du téléphone, notamment pour les descriptions graphiques. La mission incombe à Lewis H. Latimer, qui devient son assistant jusqu'au dépôt du brevet le 14 février 1876, juste quelques heures avant le dépôt d'un brevet par Elisha Gray, pour un appareil similaire.

#### La collaboration avec Hiram Maxim

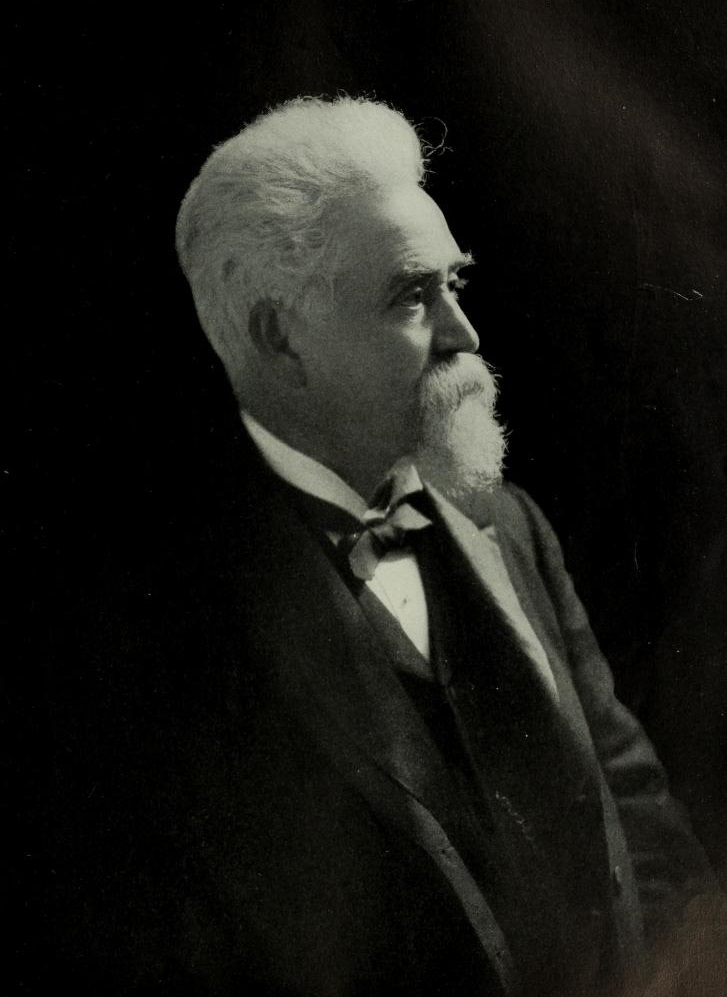
Portrait photographique de Hiram Stevens Maxim.

En 1880, Latimer est engagé comme assistant de direction et dessinateur projeteur par Hiram Maxim, ingénieur en chef de Electro-Dynamic Light Company (en), société fondée en 1878 qui est la première à distribuer de l'électricité et à fabriquer des ampoules à incandescence. C'est dans ce cadre qu'il va mettre au point une ampoule électrique avec un filament de carbone, en 1881. Latimer dirige l'installation de la lumière électrique à Philadelphie. Il fait de même à Montréal, où il apprend suffisamment de français pour s'assurer que les ouvriers comprennent bien ses instructions. On l’envoie ensuite à Londres où il est chargé de monter une fabrique de lampes à incandescence pour l'Electro-Dynamic Light Company. Il a également mis au point un nouveau schéma de câblage, utilisant des circuits parallèles, pour les systèmes d'éclairage public, de sorte que si une ampoule grillait, les autres continuaient à éclairer.    

#### La collaboration avec Thomas Edison

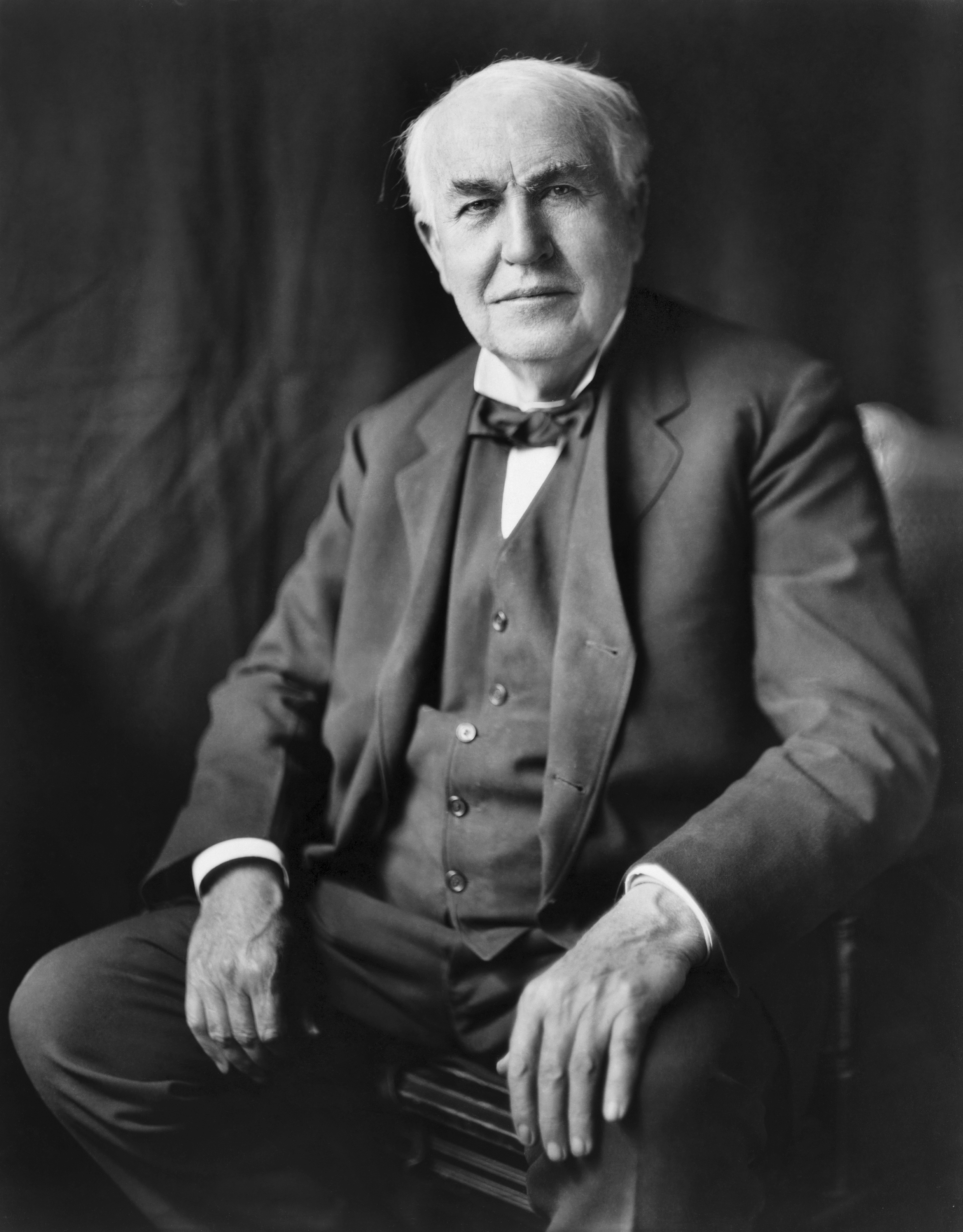
Portrait photographique de Thomas Edison.

En 1884, il est engagé comme ingénieur par la General Electric Company de Thomas Edison. Il y est le seul Afro-Américain membre de l’équipe de chercheurs, les Edison Pioneers (en), .      
John Latimer invente une amélioration du processus de fabrication des ampoules à filament de carbone et dépose un brevet en ce sens,.
Thomas Edison encourage Latimer à publier ses travaux, c'est ainsi qu'est édité Incandescent Electric Lighting: A Practical Description of the Edison System, avec des compléments de ses collaborateurs C.J. Field et John White Howell (en) aux éditions D. van Nostrand Company.

### La fin
Latimer meurt à 80 ans. Il repose au Oak Grove Cemetery de Fall River dans le Massachusetts, aux côtés de son épouse Mary. 

### Engagement
Il joue un rôle actif dans l'intégration raciale. Il est en relation avec les élites afro-américaines de son époque, comme Frederick Douglass, James Theodore Holly (en), Richard Theodore Greener (en), etc. Il achète une maison dans le quartier à majorité blanche de Flushing, dans le Queens, afin de rapprocher les communautés. Il fonde une paroisse locale de l'Église Universaliste. Au sujet des droits civiques, Latimer écrit : « Il est nécessaire que nous montrions à la population de ce pays que par notre martyre sous le fouet, par notre héroïsme sur le champ de bataille, par notre patience chrétienne sous un fardeau accablant d'injustice et par notre soumission aux lois du pays, nous avons prouvé que nous étions des citoyens dignes de notre pays commun ».
En 1902, il présente une pétition au maire de New York, Seth Low,  au sujet du manque de représentation des Noirs dans les conseils scolaires.

### Vie privée
Le 10 novembre 1873, il épouse Mary Wilson et ils ont deux filles Emma Jeannette et Louise Rebecca. 
La famille Latimer est membre de l'Église Universaliste. 
Lewis avait pour passe-temps la flûte, le théâtre et l'écriture de poèmes.

## Brevets déposés aux États-Unis
- (en) Brevet U.S. 147363 « Water closets for railway cars », 10 février 1874,
- (avec Joseph V. Nichols) (en) Brevet U.S. 247097 « Electric lamp », Lampe électrique, 13 septembre 1881,
- (en) Brevet U.S. 252386 « Process of manufacturing carbons », 17 janvier 1882,
- (avec John Tregoning) (en) Brevet U.S. 255212 « Globe supporter for electric lamps », Support d'ampoules pour lampes électriques, 21 mars 1882,
- (en) Brevet U.S. 334078 « Apparatus for cooling and disinfecting », Appareil de refroidissement et de désinfection, 12 janvier 1886,
- (en) Brevet U.S. 557076 « Locking rack for hats, coats, and umbrellas », Rangement verrouillable pour chapeaux, manteaux et parapluies 24 mars 1896,
- (avec Charles W. Brown) (en) Brevet U.S. 968787 « Lamp fixture », 30 août 1910,

## Prix, distinctions et hommages
- En 2006, Latimer est inscrit au National Inventors Hall of Fame pour sa contribution à l'amélioration de la lampe à incandescence[28],[29].
- Une école primaire de Brooklyn porte son nom[30].
- Sa maison, la Lewis H. Latimer House (en) a été préservée de la démolition, puis rachetée par le New York City Department of Parks and Recreation[31]  avec un projet de musée[32] et les extérieurs sont aménagés en parc[33].

## Pour approfondir

#### Essais et notices encyclopédiques
- (en-US) Louis Haber, Black Pioneers of Science and Invention, Harcourt Brace Jovanovich, juin 1970, rééd.1992, 271 p. (ISBN 9780152085667, lire en ligne), p. 71-87,
- (en-US) Robert C. Hayden, Eight Black American Inventors, Addison Wesley Publishing Company, 1972, 142 p. (ISBN 9780201028232, lire en ligne), p. 78-91,
- (en-US) Glennette Tilley Turner, Lewis Howard Latimer, Silver Burdett Press, 1 septembre 1989, rééd. 1991, 136 p. (ISBN 9780382095245, lire en ligne),
- (en-US) American national biography, volume 13, Oxford University Press, USA, 1990, 954 p. (ISBN 0195206355, lire en ligne), p. 236-237,
- (en-US) James Haskins, Outward Dreams: Black Inventors and Their Inventions, Walker & Company, 1er avril 1991, 101 p. (ISBN 9780802769947, lire en ligne), p. 46-55,
- (en-US) Michael Brodie, Created Equal: The Lives and Ideas of Black American Innovators, W. Morrow, 28 août 1993, 211 p. (ISBN 9780688115364, lire en ligne), p. 54-58,
- (en-US) C.R. Gibbs, Black Inventors: From Africa to America, Three Dimensional Publishing, 1er janvier 1995, 269 p. (ISBN 9781877835872, lire en ligne), p. 163-165,
- (en-US) Eleanor H. Ayer, Lewis Latimer: Creating Bright Ideas, Raintree Steck-Vaughn Publishers, 1er janvier 1997, 120 p. (ISBN 9780817244071, lire en ligne),
- (en-US) Kristine M. Krapp, Notable Black American Scientists 1, Gale Cengage, 1er octobre 1998, 361 p. (ISBN 9780787627898, lire en ligne), p. 196-197,
- (en-US) Nathan Aaseng, Black Inventors, Facts on File, 1er juillet 1997, 128 p. (ISBN 9780816034079, lire en ligne), p. 22-46,
- (en-US) R. Kent Rasmussen (, The African American encyclopedia, volume 5, Cavendish Square Publishing, 2001, 1496 p. (lire en ligne), p. 1484-1486,
- (en-US) Rayvon Fouché, Black Inventors in the Age of Segregation, Johns Hopkins University Press, 10 septembre 2003, 248 p. (ISBN 9780801873195, lire en ligne), p. 82-133,

#### Articles
- (en-US) Edward S. Jenkins, « Impact of Social Conditions: A Study of the Works of American Black Scientists and Inventors », Journal of Black Studies, vol. 14, no 4,‎ juin 1984, p. 477-491 (15 pages) (lire en ligne )
- (en-US) Edward S. Jenkins, « Bridging the Two Cultures: American Black Scientists and Inventors », Journal of Black Studies, vol. 21, no 3,‎ mars 1991, p. 313-324 (12 pages) (lire en ligne ),
- (en-US) Michael Judd, « Lewis Latimer: African American Inventor, Poet and Activist », OAH Magazine of History, Vol. 12, No. 2,‎ hiver 1998, p. 25-30 (6 pages) (lire en ligne),
- (en-US) Mary J. Lickteig, « African American Scientists, Explorers, and Innovators: Resources for Elementary and Secondary Classrooms », Journal of African American Men,, vol. 4, no 4,‎ mars 2000, p. 37-48 (12 pages) (lire en ligne ),
- (en-US) Garrett R. Williams, « Lewis Latimer: The Shadow Behind the Light Bulb », sur University of Illinois at Urbana-Champaign, 2020,